# 御庄川
御庄川（みしょうがわ）は、山口県岩国市を流れる川で、二級水系・錦川水系の二級河川。

## 地理

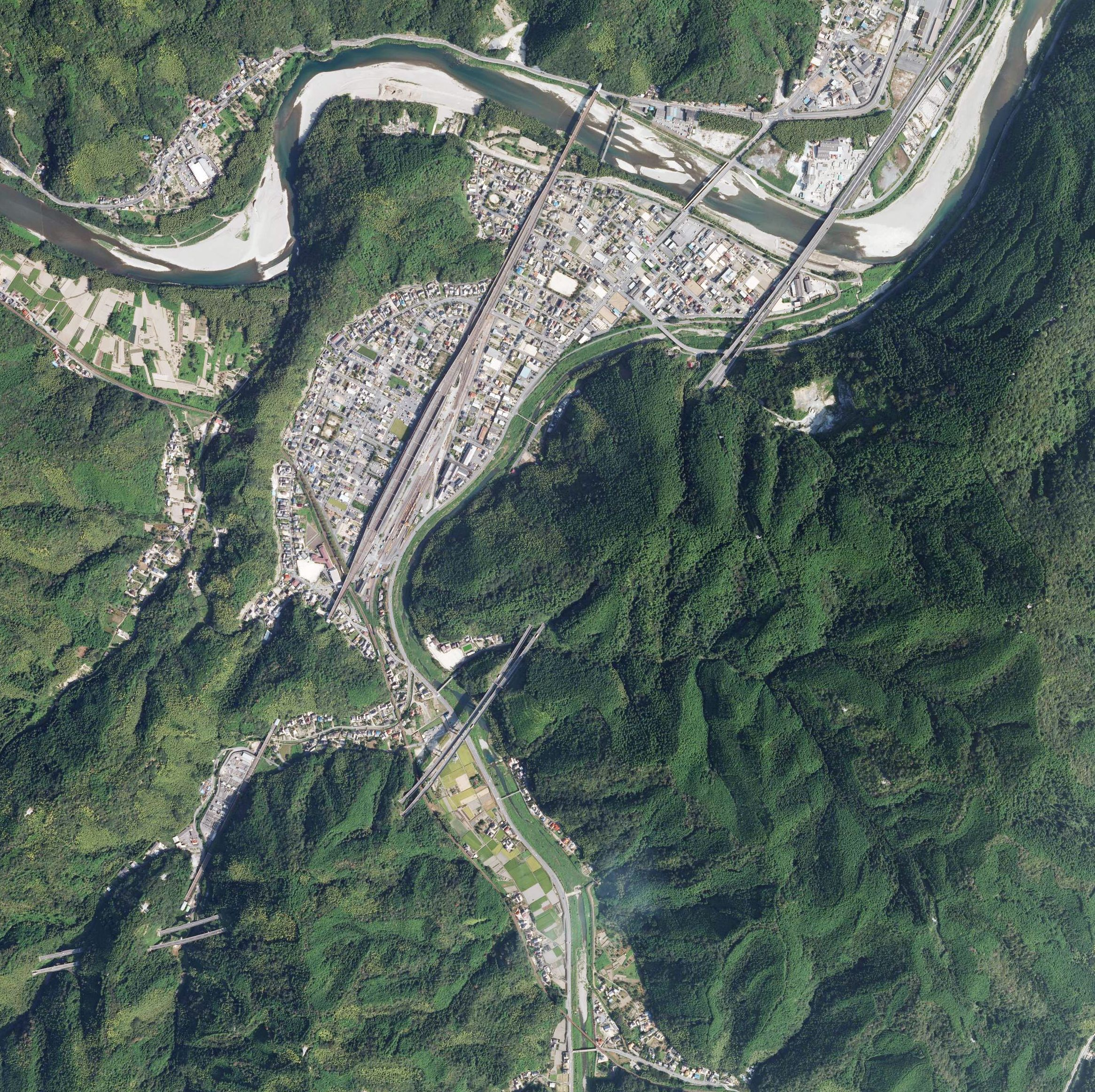
岩国市御庄、新岩国駅周辺
御庄川（中央）が錦川へと合流する（右上）。（2009年撮影）。

「岩国一の山岳」として知られる高照寺山を水源とし、北へと流れる。途中には治水ダムの御庄川ダム（五瀬ノ湖）があり、支流・古宿川を合わせ、御庄橋付近にて錦川へと注ぐ。柱野地区から御庄地区にかけて沖積平野を成す。長さ7.44キロメートル、流域面積37.0平方キロメートル。上流端として指定されているのは岩国市柱野の観音尾向および飯田屋敷である。

## 支流
- 古宿川（ふるじゅくがわ） - 岩国市を流れる錦川水系の二級河川。欽明路から北東へと流れ、古宿にて御庄川へと注ぐ。長さ2.2キロメートル、流域面積8.0平方キロメートル[2][3]。

## 河川施設

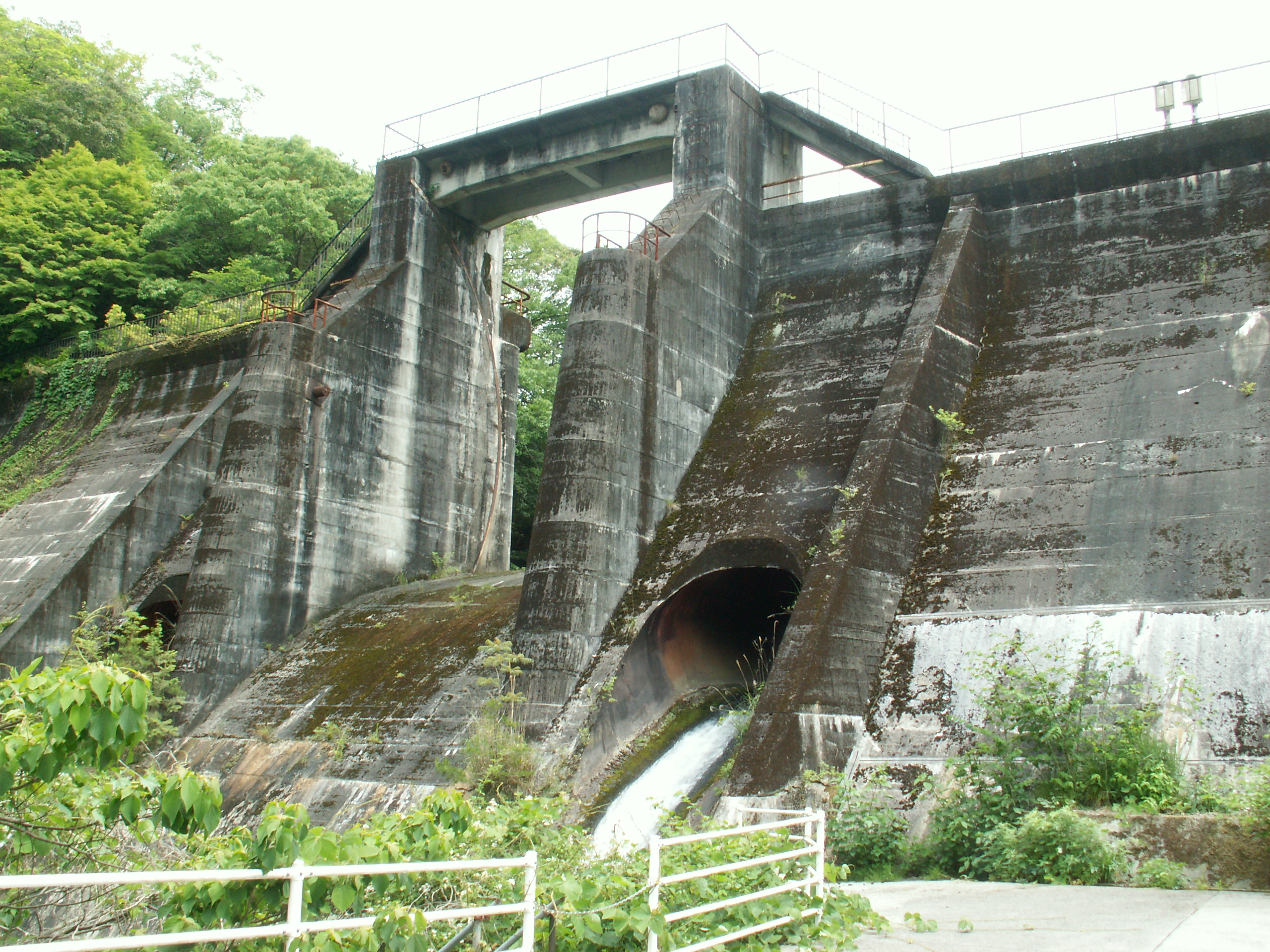
御庄川ダム

- 御庄川ダム（五瀬ノ湖） - ルース台風に伴う災害復旧工事で建設された、山口県営の治水ダム。1960年（昭和35年）完成[4]。

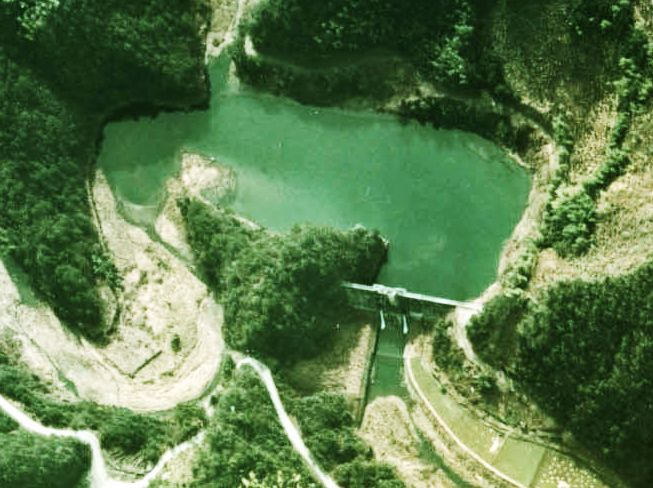
五瀬ノ湖
国土交通省 国土地理院 地図・空中写真閲覧サービスの空中写真を基に作成（1974年度撮影）

## 並行する交通
- 山陽自動車道[5]

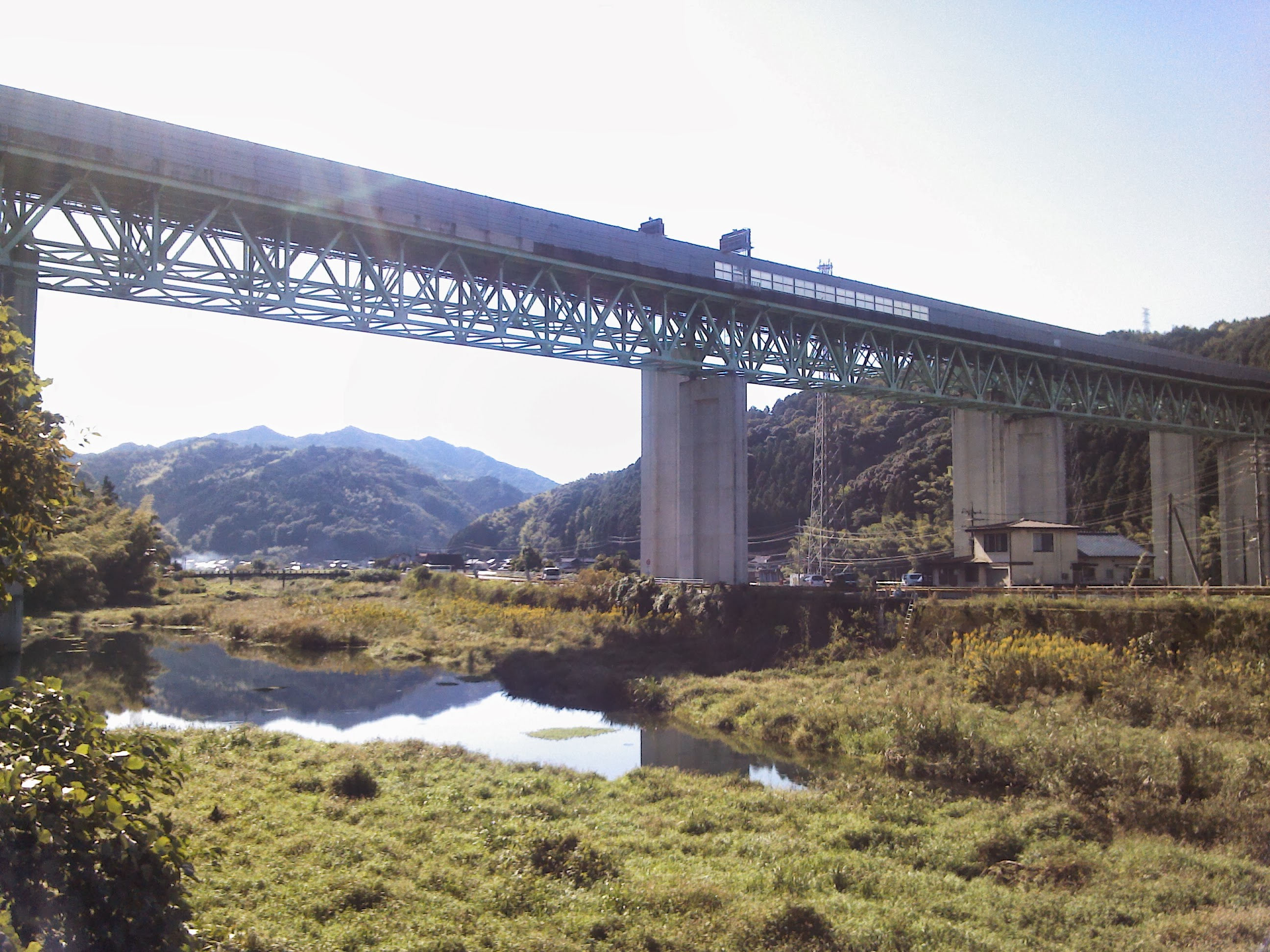
御庄川に架かる山陽自動車道の橋

- 山口県道・広島県道1号岩国大竹線（山陽道）[5]
- 山口県道15号岩国玖珂線（山陽道、欽明路道路）[6]
- 山口県道136号上久原藤生停車場線[7]
- JR山陽新幹線 - 御庄川沿いに新岩国駅がある[5]。
- JR岩徳線 - 御庄川沿いに柱野駅がある[6]。
- 錦川鉄道錦川清流線 - 御庄川沿いに清流新岩国駅がある[5]。

## 周辺
- 岩国市立御庄中学校
- 大歳神社
- 御客神社
- 師木野郵便局
- 岩国市立柱野小学校
- 岩国乗馬クラブ